# Аванти! (фильм)
«Аванти!» (итал. Avanti!) — комедийный художественный фильм режиссёра Билли Уайлдера, вышедший на экраны в 1972 году. Экранизация пьесы Сэмюэла Тейлора.

## Сюжет
Миллионер из Балтимора узнает, что его отец умер в Италии. Приехав в красивый итальянский курорт за телом покойного отца и по воле судьбы познакомившись с забавной леди, он из «сухого» бизнесмена превращается в романтика.

## В ролях
- Джек Леммон — Уэнделл Армбрустер-младший
- Джульет Миллс — Памела Пигготт
- Клайв Ревилл — Карло Карлуччи
- Эдвард Эндрюс — Дж. Дж. Блоджетт
- Джанфранко Барра — Бруно, коридорный
- Франко Ангризано — Арнольдо Тротта
- Пиппо Франко — коронер
- Франко Акампора — Армандо Тротта
- Гизельда Кастрини — Анна, горничная

## Номинации и награды
- 1973 — Премия «Золотой глобус» за лучшую мужскую роль — комедия или мюзикл (Джек Леммон), а также 5 номинаций: лучший фильм — комедия или мюзикл, лучший режиссёр (Билли Уайлдер), лучший сценарий (Билли Уайлдер, И. А. Л. Даймонд), лучшая женская роль — комедия или мюзикл (Джульет Миллс), лучшая мужская роль второго плана (Клайв Ревилл).
- 1973 — номинация на премию Гильдии сценаристов США за лучший адаптированный сценарий для комедии (Билли Уайлдер, И. А. Л. Даймонд).